# Kikiki
Kikiki是缨小蜂科下的一个属，全名Kikiki huna，分佈於夏威夷、哥斯达黎加、納蓋科伊爾和特立尼达。身長约0.15毫米（0.0059英寸），是已知的最小飞虫（截至2019年）。它是Tinkerbella属黄蜂的近亲。由John T. Huber和John W. Beardsley在夏威夷群岛发现，并于2000年发表。Kikiki huna一名由两个夏威夷语单词组成，都有“微小、一点”之意。